# Naive Mengenlehre
Der Begriff der naiven Mengenlehre entstand am Anfang des 20. Jahrhunderts für die Mengenlehre des 19. Jahrhunderts, in der eine ungeregelte oder unbeschränkte Mengenbildung praktiziert wurde. Wegen Widersprüchen, die sich in ihr ergeben, wurde sie später abgelöst durch die axiomatische Mengenlehre, in der die Mengenbildung über Axiome geregelt wird. „Naive Mengenlehre“ bezeichnet daher primär diese frühe Form der ungeregelten Mengenlehre und ist als Kontrastbegriff zur axiomatischen Mengenlehre zu verstehen. Nicht selten wird aber in der mathematischen Literatur nach 1960 auch eine anschauliche Mengenlehre als naiv bezeichnet; daher kann mit diesem Namen auch eine unformalisierte axiomatische Mengenlehre bezeichnet werden oder eine axiomatische Mengenlehre ohne metalogische Betrachtungen.

## Axiome der naiven Mengenlehre
Vor allem aus didaktischen Gründen rekonstruieren viele Lehrbücher implizit verwendete Axiome der naiven Mengenlehre, um auf dessen Grundlage die Widersprüchlichkeit zu demonstrieren. Hat man eine prädikatenlogische Sprache erster Stufe mit einem zweistelligen Prädikat {\displaystyle \in }, so wird es häufig folgendermaßen rekonstruiert:
- Extensionalitätsaxiom:

{\displaystyle \forall x\forall y(x=y\longleftrightarrow \forall z(z\in x\longleftrightarrow z\in y))}
- Volles Komprehensionsschema: Für jede Formel {\displaystyle \varphi (x)} mit einer ungebundenen Variable gilt:

{\displaystyle \exists m\forall x(x\in m\longleftrightarrow \varphi (x))}
Das erste Axiom erklärt die Gleichheit (die ansonsten in einer prädikatenlogischen Sprache primitiv ist) durch das Elementsprädikat. Das zweite Axiom postuliert die Existenz einer Menge zu jeder beliebigen Formel.

## Problematik
Für die Intention der unbeschränkten naiven Mengenbildung wird oft die Mengendefinition von Georg Cantor zitiert: Unter einer „Menge“ verstehen wir jede Zusammenfassung M von bestimmten wohlunterschiedenen Objekten m unserer Anschauung oder unseres Denkens (welche die „Elemente“ von M genannt werden) zu einem Ganzen. Bei genauer Betrachtung ist dies aber nicht stichhaltig (siehe unten). Eine Mengenlehre mit einer unbeschränkten Mengenbildung findet man aber bei anderen Mathematikern des ausgehenden 19. Jahrhunderts: bei Richard Dedekind und Gottlob Frege. Sie ist daher durchaus typisch für die frühe Mengenlehre. Aus der Sicht der Mathematiker des 20. Jahrhunderts wurde sie als naive Mengenlehre bezeichnet, da sie bei gewissen extremen Mengenbildungen zu Widersprüchen führt. Bekannte Antinomien, die auch als logische Paradoxien bezeichnet werden, sind in der naiven Mengenlehre zum Beispiel die folgenden:  
- Die Menge aller Ordinalzahlen führt zum Burali-Forti-Paradoxon von 1897 (erste publizierte Antinomie).
- Die Menge aller Kardinalzahlen erzeugt die erste Cantorsche Antinomie von 1897.
- Die Menge aller Dinge oder Mengen erzeugt die zweite Cantorsche Antinomie von 1899.
- Die Menge aller Mengen, die sich nicht selbst als Elemente enthalten, ergibt die Russellsche Antinomie von 1902.

Solche echten logischen Widersprüche sind erst dann beweisbar, wenn naiv angenommene Axiome die Existenz aller Mengen zu beliebigen Eigenschaften festschreiben. Das gilt etwa für die Mengenlehre, die Dedekind seiner Arithmetik 1888 zugrunde legte, da er dort alle Systeme (Klassen) zu Dingen und Elementen erklärte. Bekannter wurde der jüngere widersprüchliche mengentheoretische Kalkül aus Freges Arithmetik von 1893, da in ihm Russell 1902 die Russellsche Antinomie nachwies. Diese frühen Mengen-Kalküle sind daher sicher als naive Mengenlehren einzustufen, obwohl gerade sie die ersten Versuche sind, die Mengenlehre axiomatisch zu präzisieren.
Dass Cantors Mengenlehre widersprüchlich ist, ist dagegen nicht beweisbar, da seine Mengendefinition allein keinen Widerspruch erzeugt. Sein Mengenbegriff ist ohne klare Axiome allerdings zu offen und nicht genügend griffig. Ihn kann man sinnvoll oder sinnlos interpretieren. Erst die sinnlose Interpretation erzeugt hier Antinomien oder Paradoxien, darunter auch sogenannte semantische Paradoxien, bei denen die unklare Aussagen-Syntax zu unzulässigen Mengenbildungen ausgenützt wird; bekannte Beispiele sind:
- Die Menge aller endlich definierbaren Dezimalzahlen ergibt das Richards Paradox von 1905.
- Die Menge aller endlich definierbaren natürlichen Zahlen ergibt das Berry-Paradoxon von 1908.
- Die Menge aller heterologischen Wörter (sie nennen ein Merkmal, das sie selbst nicht besitzen) erzeugt die Grelling-Nelson-Antinomie von 1908.

Cantor selbst trennte Mengen als konsistente Vielheiten, deren „Zusammengefasstwerden zu ‚einem Ding‘ möglich ist“, von inkonsistenten Vielheiten, bei denen das nicht der Fall ist, in Briefen, in denen er seine Antinomien beschrieb. Er verstand offenbar den Begriff Vielheit im Sinn des heutigen allgemeineren Klassenbegriffs; seine inkonsistenten Vielheiten entsprechen daher dem modernen Begriff der echten Klasse. In jenen Briefen finden sich auch Cantors Mengenaxiome, die er nicht publizierte, aber seinen nicht-naiven Standpunkt klar belegen.

## Hauptlösung
Der Übergang von der naiven Mengenlehre zu einer allgemein anerkannten axiomatischen Mengenlehre war ein längerer historischer Prozess mit verschiedenen Lösungsansätzen. Ernst Zermelo publizierte 1908 erstmals eine axiomatische Mengenlehre mit dem Ziel, beide Arten von Paradoxien zu verhindern; diese Zermelo-Mengenlehre lässt einerseits zur Mengenbildung nur definite Aussagen zu, die aus der Gleichheit und dem Elementprädikat durch logische Verknüpfung entstehen, anderseits regelt sie die Mengenbildung durch Axiome, die so eng sind, dass die antinomischen Mengen nicht mehr gebildet werden können, und so weit, dass alle zur Ableitung von Cantors Mengenlehre nötigen Mengen gebildet werden können. Dieses Ziel Zermelos erreichte aber erst die erweiterte, prädikatenlogisch präzisierte Zermelo-Fraenkel-Mengenlehre (ZFC). Sie setzte sich im 20. Jahrhundert allmählich durch und wurde zur weithin anerkannten Grundlage der modernen Mathematik. 
Widersprüchliche naive Mengen konnten bisher in ZFC nicht mehr gebildet werden, weil Zermelos Aussonderungsaxiom nur noch eine eingeschränkte Mengenbildung erlaubt. Beweisbar ist die Widerspruchsfreiheit allerdings nur für die Mengenlehre mit endlichen Mengen (ZFC ohne Unendlichkeitsaxiom), aber nicht mit unendlichen Mengen wegen des Gödelschen Unvollständigkeitssatzes. Das gilt auch für Erweiterungen der ZFC-Mengenlehre zur Klassenlogik, in der auch die Allklasse, die Ordinalzahl-Klasse oder die Russellsche Klasse als echte Klassen gebildet werden können, aber nicht als Mengen.